# Tectaria brachiata
Tectaria brachiata là một loài thực vật có mạch trong họ Dryopteridaceae. Loài này được (Zoll. & Moritzi) C.V. Morton miêu tả khoa học đầu tiên năm 1973.